# Баранцовское
Баранцовское — село в Крымском районе Краснодарского края. Входит в состав Адагумского сельского поселения.

## География
Улицы
- ул. Ворошилова.

## История
Село Баранцовское носит фамилию первого переселенца Ефима Трофимовича Баранцова и начинался как хутор Баранцовский. Со временем он стал селом Баранцовское.

## Население
| 1999 | 2002 | 2010 |
| ---- | ---- | ---- |
| 189  | ↘184 | ↘167 |

## Инфраструктура
Перед войной в небольшом колхозе имени Анастаса Микояна было 350 га земли, 10 повозок, одна сеялка, одна веялка, один каток. В мастерской выжигали кирпич, используя солому.

## Транспорт
Доступен автотранспортом.